# Nonilliard
Un nonilliard est l'entier naturel qui vaut 1057 (1 000 000 000 000 000 000 000 000 000 000 000 000 000 000 000 000 000 000 000) ou 1 000 0009,5, soit mille nonillions.
Mille nonilliards est égal à un décillion (1060).